# مدفع الدردنيل
مدفع الدردنيل (بالإنجليزية: Dardanelles Gun)‏ أو المدفع السلطانى أو القنبلة العثمانية وهو مدفع تم بناؤه خصيصاٌ لحصار القسطنطينية في الدولة العثمانية عهد السلطان محمد الفالح (أو محمد الثاني) ويعتبره بعض المؤرخون أول سلاح دمار شامل أو أول الأسلحة الخارقة .
في عام 1866، وبمناسبة زيارة السلطان العثماني عبد العزيز الأول، أهدى المدفع إلى الملكة فيكتوريا ملكة إنجلترا، ليوضع في برج لندن ثم انتقل إلى مكانه الحالي في المتحف في قلعة نيلسون ببورتسموث.

## اختراعه
تم تصميمه وبنائه عام 1464 على يد المهندس العسكري التركي منير علي. تم صب مسدس الدردنيل من البرونز عام 1464 على يد منير علي بوزن 16.8 طن وطول 5.18 متر، وهو قادر على إطلاق كرات حجرية يصل قطرها إلى 0.63 متر.

## البناء والتطوير
وقد بُني هذا المدفع عام 1452 (856هـ) خصيصا لدك أسوار القسطنطينية الأسطورية التي استطاعت عبر العصور صدّ الهجمات الغازية، وبُني هذا المدفع عن طريق مهندس مجري يدعى أوربان (مهندس)، وقد أقنع السلطان ببناؤه حيث قال (أنها قادرة على اختراق أسوار بابل القديمة).
استغرق بناؤه 3 أشهر استعمل فيها إمكانيات هائلة ونقل في شهرين من أدرنة (العاصمة العثمانية السابقة) إلى القسطنطينية (إسطنبول حاليا) واستخدم في نقلها مئات الثيران (حوالى 200 ثور) في طريق مُهِّدَ خِصيصا لنقل المدافع الثقيلة.

## المواصفات
تذكر المصادر أن المدفع كان طوله 8 أمتار ويزن قرابة الـ18 طناً ووزن قذيفته 700 كجم وقطر المدفع يصل إلى 750 ملم أو ما يعادل 30 إنش، وكان المدفع عظيماً لدرجة أن تحريكه يتطلب جهد 60 رجلاً وما يقرب من 200 ثور.
وترى بعض المصادر أن هناك مبالغة في هذه الأرقام ولكن يرى البعض أن تلك الأرقام متوافقة تماماً مع متانة أسوار القسطنطينية.